# دمبدف
دمبدف (بالفارسية: دمبدف) هي قرية تقع في البلدة المركزية في إيران. يقدر عدد سكانها بـ 680 نسمة بحسب إحصاء 2016.